# Objectif de longue focale

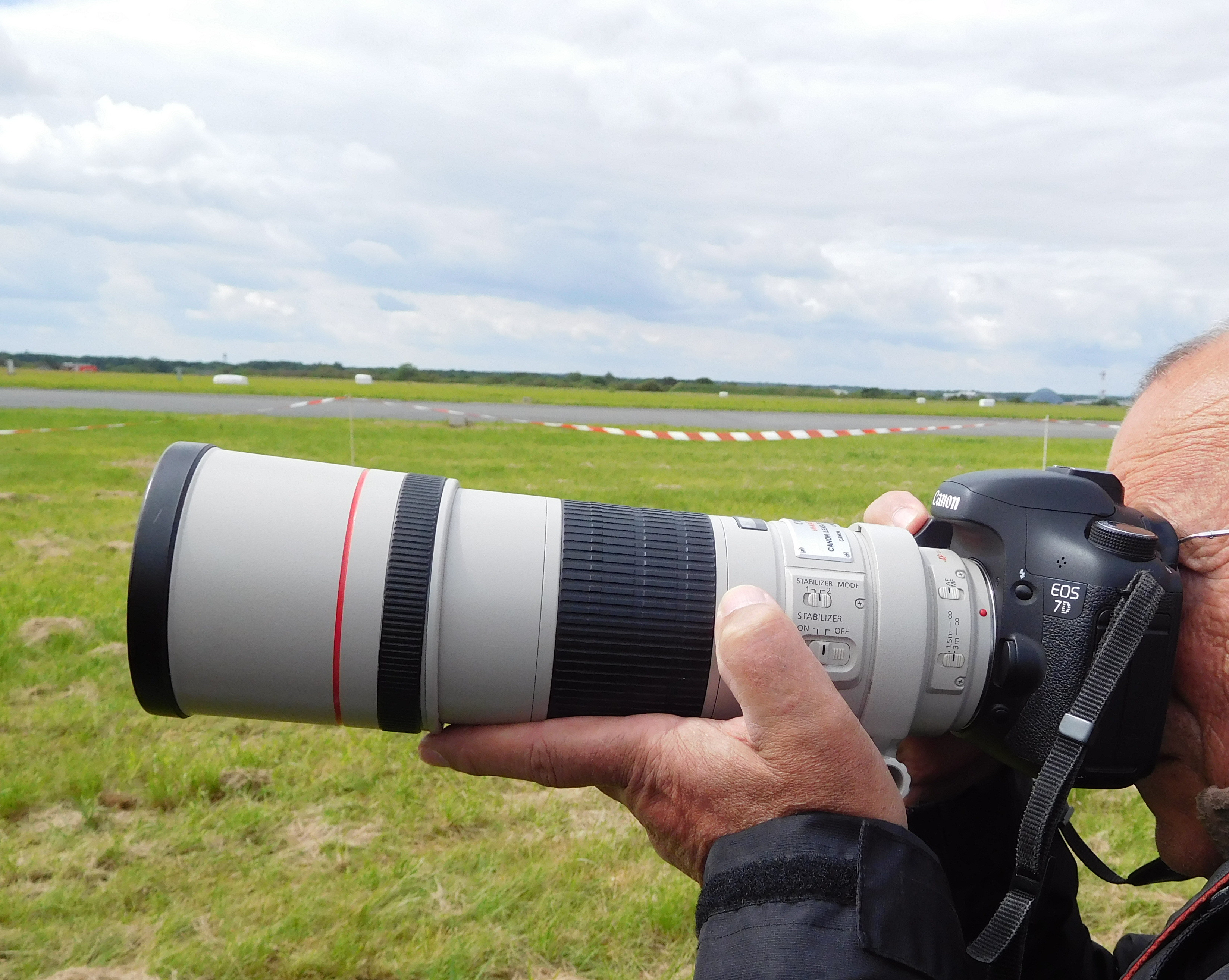
Un téléobjectif de 300 mm sur un boitier Canon EOS 7D.

Un objectif de longue focale, ou téléobjectif, est un objectif photographique dont la focale est supérieure à la diagonale de la surface sensible cible (pellicule argentique ou capteur numérique). L'utilisation de ce type d'objectif permet d'obtenir un angle de champ réduit, ce qui autorise soit un cadrage beaucoup plus serré, soit un point de vue plus éloigné. Elle entraîne une perspective écrasée qui rapproche les objets. 
Les téléobjectifs sont généralement constitués d'un système optique convergent en amont d'un système optique divergent ce qui permet de réduire leur encombrement.
Il n'y a pas de définition précise de la focale minimale à partir de laquelle on doit parler de longue focale : la focale minimale dépend de la taille de la cible et de son rapport d'image. On part généralement du principe qu'entrent dans cette catégorie tous les objectifs qui offrent un angle de champ inférieur à environ 45° ce qui correspond à la focale normale, approximativement égale la diagonale de l'image sur la pellicule ou le capteur. Pour un support de type pellicule 35 mm (format d'image 24 × 36 mm), cette diagonale fait 43 mm, les objectifs « standards » des boîtiers reflex ont des focales de 40 mm à 55 mm ; les objectifs longue focale démarrent à partir de 80 mm. Pour le format 6 x 6 (cm), la focale normale est de 85 mm.

## La gamme des focales utilisées
La gamme des focales couvertes par les différentes longues focales est beaucoup plus étendue que pour les objectifs grand angle. Examinons les possibilités des différentes focales disponibles pour un support de type film 35 mm (format d'image 24 × 36 mm) :
- Les focales de 85 mm à 105 mm, souvent utilisées pour les portraits, permettant à la fois de prendre un certain recul et d'éviter les déformations dues à une trop grande proximité du visage.

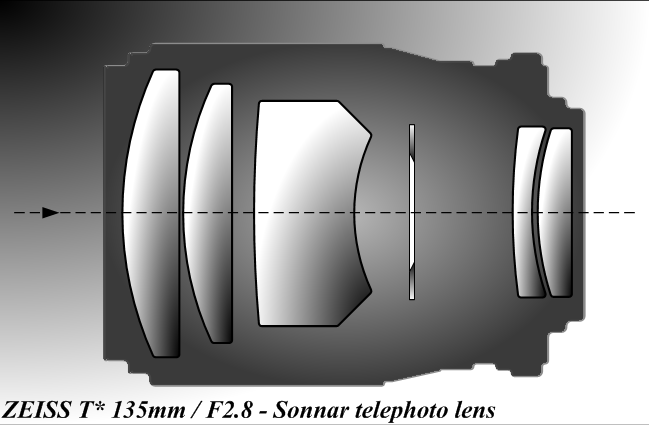
Téléobjectif Zeiss Sonnar 135 mm

- Le 135 mm était certainement la longue focale la plus achetée dans les années 1970 avant le développement des zooms. À 10 mètres de distance, le champ photographié n'est que de 2,66 mètres sur le grand bord de la photo (angle de champ de 15°). Ce genre d'objectif est donc encore meilleur pour des portraits sur le vif, des modèles particulièrement timides ou un photographe qui tient à se faire oublier un peu de son modèle.

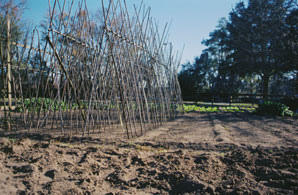
Les focales de 150 mm à 300 mm permettent de « rapprocher » encore plus les objets éloignés. Avec un 300 mm, le champ couvert à 10 mètres de distance n'est plus que de 1,20 m sur le grand bord de la photo, 80 cm sur l'autre bord. Les zooms les plus couramment utilisés par des photographes amateurs sont des 70-300 mm, mais on trouve aussi des zooms transtandards allant de 28-200 mm à 28-300 mm.
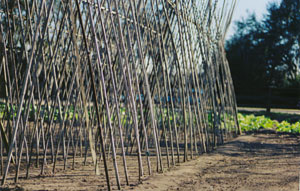
70 mm
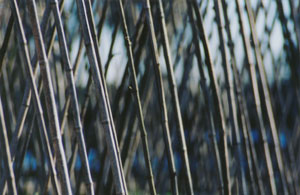
210 mm

- Les focales de 400 mm et 500 mm constituent les focales les plus longues disponibles à un prix encore abordable pour les amateurs. Avec un 500 mm, le champ couvert à 10 mètres de distance n'est plus que de 72 cm sur le grand bord de la photo, 48 cm sur l'autre bord, soit 3,6 m sur 2,4 m à 50 mètres de distance. Ces objectifs sont tout à fait adaptés à la chasse photographique (photographie d'animaux éloignés) ou sportive.

- À partir de 600 mm les objectifs disponibles sont, à l'exception de quelques modèles catadioptriques, lourds et coûteux et nécessitent d'utiliser souvent un pied photographique. Pour la photographie terrestre, le record de focale pour le format 24 × 36 semble être le 1 200 mm de Pentax (1986-2000 ; 8,58 kg) et celui de Canon, pesant 16,5 kg, coûtant autour de 100 000 €, et nécessitant un délai de dix-huit mois pour être fabriqué à l'unité (Il en existerait entre 12 et 20 exemplaires dans le monde)[2],[3] ; sans oublier le zoom Nikkor 1200-1700, pesant lui aussi 16 kg et mesurant presque 90 cm de long. Mais une focale de 2 000 mm est nécessaire pour une photo de la lune couvrant presque le petit bord de la photo, et des focales encore supérieures pourraient être utiles en photo astronomique.

- 28 mm
- 70 mm
- 210 mm

## Longues focales et boîtiers numériques
L'avènement des appareils reflex numériques est particulièrement intéressant pour l'utilisation des longues focales. En effet, pour des raisons de coût de fabrication, les capteurs de nombreux reflex numériques sont plus petits que la surface impressionnable de la pellicule d'un reflex 24 × 36.
Ils ne récupèrent donc que la partie centrale de l'image obtenue avec le boîtier argentique. Dans la plupart des marques, avec le format APS-C, il faut appliquer un coefficient multiplicateur de 1,5 pour retrouver la focale d'un objectif qui offrirait le même cadrage en 24 × 36. Chez Canon ce coefficient multiplicateur est de 1,6 sur ce type de boîtier. Chez Sigma, le coefficient est de 1,7. Les plus petits capteurs des reflex numériques sont ceux d'Olympus avec un coefficient multiplicateur de 2 et une image au format 4/3. Il existe naturellement des boîtiers avec des capteurs au format 24 × 36 mm, principalement chez Canon, Nikon, Pentax et Sony.
Le photographe équipé d'un boîtier numérique à capteur de taille réduite (généralement désigné comme "capteur APS-C") pourra obtenir de forts grossissements avec des objectifs plus légers et moins coûteux (car de plus courte focale) que ceux dont il aurait besoin pour faire la même photo avec un appareil argentique. Néanmoins, comme le petit capteur « agrandit » le centre de l'image, il faut que celle-ci soit de bonne qualité côté netteté, ce qui n'est pas toujours de cas pour les zooms utilisés à leur focale maximale. Il faut aussi signaler que certains modèles de reflex peuvent fonctionner en n'utilisant que la partie centrale de leur capteur : le facteur de conversion peut donc atteindre ou dépasser 2.
Développé par Olympus et Panasonic, le système Micro quatre tiers comporte des appareils à visée numérique, sans miroir, pourvus de capteurs dont le facteur de conversion par rapport au 24 × 36 est de deux : un 100 mm cadre comme un 200 mm en 24 × 36. Ce système est avantageux en ce qui concerne l'emploi de téléobjectifs, car il permet d'obtenir des angles de champ réduits avec des objectifs de faible encombrement et poids, et d'un prix bien plus abordable qu'en 24 × 36, au détriment cependant d'ouvertures généralement plus faibles, ce que les fabricants compensent par des systèmes de stabilisation (et de plus en plus souvent par des systèmes doubles, celui de l'appareil et celui de l'objectif travaillant ensemble), et par une luminosité accrue des viseurs numériques. Le système comprend des focales jusqu'à 400 mm, soit l'équivalent d'un 800 mm en 24 × 36.

## Calcul de l'angle de champ
L'angle de champ couvert par un objectif peut être calculé au moyen de la fonction mathématique arctangente selon la formule : angle = 2 × arctan (0,5 L / f), où L est la longueur d'un bord d'image ou de sa diagonale, et f la focale de l'objectif. Avec une longue focale, l'angle étant petit, on peut approcher le résultat du calcul de l'arctangente. La formule approchée devient :
angle (en degrés) = (2 × 180 × 0,5) L / (π × f) = 57,3 L / f
Pour un support de type film 35 mm (format d'image 24 × 36 mm), l'angle de champ est donc égal à :
- 2 × arctan (18 / f), soit environ 2062 / f, pour le grand bord de l'image,
- 2 × arctan (12 / f), soit environ 1375 / f, pour le petit bord de l'image,
- 2 × arctan (21,6 / f), soit environ 2475 / f, pour la diagonale de l'image.

## Modèle simplifié d'un téléobjectif

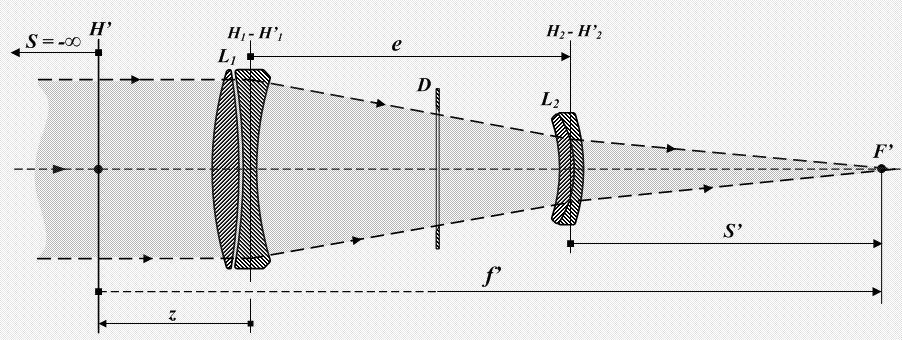
Coupe d'un téléobjectif typique
L1 - Groupe de lentilles convergent
L2 - Groupe de lentilles divergent
D - Diaphragme

Rien n'interdit a priori de réaliser une longue focale puissante constituée d'une seule lentille ayant une longue distance focale. La qualité du résultat serait plus concluant que si l'on voulait réaliser avec une seule lentille des objectifs de courte focale. Malheureusement, l'objectif composé d'un seul groupe de lentilles sera d'autant plus long que sa focale sera importante. En tenant compte des 4 cm à l'intérieur du boîtier, un 135 mm pourra mesurer 9 à 10 cm, un 500 mm autour de 46 cm de long. Pour réduire l'encombrement  des longues focales, on rajoute à l'arrière de l'objectif un groupe de lentilles divergent qui permettra d'agrandir l'image projetée sur le film ou le capteur comme le ferait un multiplicateur de focale. Cette conception est l'inverse du montage « rétrofocus », utilisé pour les objectifs grand angle.
Cette dissymétrie dans la construction optique d'un téléobjectif entraîne souvent l'apparition d'une distorsion en coussinet (lignes droites incurvées vers le centre de l'image), mais elle reste modérée, voire négligeable dans les cas des téléobjectifs à focale fixe.

## La luminosité, principale limite des objectifs de longue focale
Il reste un domaine pour lequel les progrès de l'optique ne permettront pas de faire toujours mieux. C'est celui de la luminosité des longues focales.
Si on peut faire des téléobjectifs courts mais puissants, on ne pourra jamais faire des téléobjectifs puissants et lumineux avec des lentilles de faible diamètre, car c'est contraire aux lois de la physique.
Mis à part les pertes de lumière par absorption ou réflexion dans les lentilles, la luminosité (ouverture) d'un objectif dépend du rapport entre le diamètre de sa pupille d'entrée et sa focale. Si on trouve facilement des objectifs 50 mm ouverts à f/1,4 qui nécessitent des lentilles de 3,5 cm de diamètre, un téléobjectif de 500 mm ouvert seulement à f/2 (déjà deux fois moins lumineux) devrait avoir une lentille frontale de 25 cm de diamètre.
En conséquence, la luminosité des téléobjectifs fait l'objet de compromis.
Dans les objectifs à prix abordable on trouvera :
- des 85 mm ouvrant à f/1,8 avec un diamètre de lentille frontale de 4,7 cm,
- des 135 mm ouvrant à f/2,8 avec un diamètre de lentille frontale de 4,8 cm,
- des 200 mm ouvrant à f/3,5 avec un diamètre de lentille frontale de 5,7 cm,
- des 300 mm ouvrant à f/4 avec un diamètre de lentille frontale de 7,5 cm,
- des 400 mm ouvrant à f/5,6 avec un diamètre de lentille frontale de 7,2 cm,
- des 500 mm ouvrant à f/6,3 avec un diamètre de lentille frontale de 7,9 cm...

En Micro 4/3, Leica a conçu pour Lumix un zoom offrant une longueur focale maximale de 400 mm (soit 800 mm en 24 × 36) pour une ouverture de f/6,3 et un diamètre de lentille frontale de 6 cm.
On trouve aussi dans les gammes professionnelles du matériel 24 × 36 des 200 mm ouvrant à f/1,8, des 300 mm ouvrant à f/2,8 et des 600 mm ouvrant à f/4. Mais pour une luminosité doublée, que l'on obtient en augmentant de 40 % le diamètre de la lentille frontale, le prix de l'objectif est lui multiplié au moins par quatre. Le 1 200 mm de Canon nécessite lui une lentille frontale de 22 cm de diamètre, pour une ouverture de f/5.6 qui serait faible avec des téléobjectifs moins puissants.
Si une focale longue est moins difficile à concevoir qu'un objectif grand angle, au niveau de leur fabrication, les très longues focales sont les optiques les plus coûteuses.

## Les stabilisateurs d'image
Certains objectifs sont maintenant équipés d'un stabilisateur qui comporte des accéléromètres, détecte les mouvements et les compense par des mouvements de certaines lentilles.
On considère que cela permet de multiplier par 2 à 20 fois la durée d'exposition sans flou de bougé (mais cela ne peut rien pour un sujet mobile). Les modèles les plus récents annoncent maintenant un gain d'un facteur 4. Et cela présente aussi l'avantage considérable de figer l'image dans le viseur.
On trouve également des stabilisateurs qui agissent sur le capteur des appareils photo numériques ou APN (par exemple, chez Konica Minolta, Pentax, Panasonic, Olympus et plus récemment chez Sony). Pour un coût nettement moindre, l'avantage de ces systèmes est qu'ils fonctionnent en théorie quel que soit l'objectif que l'on monte sur le boîtier. On n'a plus besoin de payer la stabilisation pour chaque objectif. En contrepartie, la visée à travers l'oculaire n'est pas stabilisée dans le cas des appareils reflex (à miroir).
Il existe aussi des stabilisateurs électroniques qui (sur des caméras vidéo ou quelques APN) utilisent une partie du capteur numérique pour recadrer rapidement en  fonction des mouvements mesurés. Mais il s'agit là plus de limiter les tremblements lors de prises de vues animées, que de limiter le flou de bougé des photos fixes.